# 克賴頓 (佛羅里達州)
克賴頓（英語：Creighton）是位於美國佛羅里達州福祿喜雅縣的一個非建制地區。該地的面積和人口皆未知。

## 地理
克賴頓的座標為28°53′19″N 80°55′19″W / 28.88861°N 80.92194°W，而該地的平均海拔高度為9米（即30英尺）。